# Herbita transcissa
Herbita transcissa är en fjärilsart som beskrevs av Walker 1860. Herbita transcissa ingår i släktet Herbita och familjen mätare. Inga underarter finns listade i Catalogue of Life.